# 善
善（ぜん、希: (τ)ἀγαθὸν, 羅: bonum, 英: goodness）は、道徳的な価値としての良さ。道徳的に正しい事、多くの人が是認するようなもの、社会的な規範に是とされる存在、行為などである。

## 宗教
宗教では戒律や宗教指導者の教えのことである。ゾロアスター教においては善と悪の対立によって世界を捉え、のちの一神教に影響を与えた。一神教では善の存在である神と悪の存在である悪魔の存在が信じられ、善に生きることで天国への扉が開かれるとされる。一神教のうち特にキリスト教は欧米の倫理、イスラム教は中東の倫理の礎となった。
西洋哲学において「善とは何か」を議論探求する学として倫理学がある。
道徳的な卓越の事、プラトンの言う「アレテー」（卓越性）。相対的なより良いではなく、絶対的な良さといえるものの事。
西洋思想では「善」の反対概念は「悪」であるが、東洋の仏教思想においては「善」の反対概念は「煩悩」である。すなわち、仏教思想では「善」は心の問題である。ただし、メタ倫理学の立場からは、仏教的な「善」の概念も「善」を記述する上での立場の一つとして相対化される。
エミール・デュルケームによれば、道徳の要素には、義務と善とがある。義務は強制により実現されるが、善はそれを遵守すれば社会から果実を得られるものであるとした。